# Mainz
Mainz er en tysk by med 223.318 (2023) indbyggere. Byen ligger på Rhinens venstre bred, hvor floden Main løber sammen med Rhinen.
Byen er hovedstad og den største by i delstaten Rheinland-Pfalz.
Efter 1. verdenskrig var byen mellem 1919 og 1930 besat af Frankrig. Efter  2. verdenskrig var byen mellem 1945 og 1949 igen besat af Frankrig.
Som en højteknologisk virksomhed har medicinalvirksomheden Novo Nordisk haft base i byen siden 1958. Omkring 470 mennesker arbejdede der i begyndelsen af 2024. I 2008 slog Biontech, en ekspanderende biotekvirksomhed, sig ned i den øvre del af byen på det sted, hvor GFZ-kasernen lå.